# Dollův zákon
Dollův zákon, jinak také zákon ireverzibility, je hypotéza, kterou formuloval belgický paleontolog Louis Dollo v roce 1893. Hypotéza tvrdí, že jestliže skupina organizmů díky evoluci ztratí určitý orgán nebo strukturu, tento orgán či struktura se již nikdy v přímé linii nemůže vytvořit, a to ani v tom případě, že se organizmy vrátí do stejného prostředí, ve kterém se tyto orgány uplatňovaly. 
Příkladem mohou být mořské želvy. Ty se vyvinuly ze suchozemských, které potřebovaly těžší krunýř. Pro život v moři však nebyl těžký krunýř výhodný, a tak se redukoval. Když se však potomci těchto mořských želv vrátili k životu na souši nebo v pobřežních vodách, vedle zbytku primárního krunýře vznikl krunýř sekundární. Jejich potomci  se znovu vrátili k životu na moři a došlo znovu k redukci krunýře. Poslední stádium tohoto vývoje tvoří dnešní mořská želva kožatka velká, má dva rudimentální (zakrnělé) krunýře.
Tato hypotéza je však již mnohými důkazy překonána, nebo přesněji: bylo z ní zjištěno více výjimek.

## Příklady
V roce 2007 publikovali biologové studii o mořských plžích z rodu Crepipatella, kteří by podle Dollova zákona neměli mít plovoucí larvální stádium. Toto stádium bylo nahrazeno rodícími se miniaturními „dospělci“. Studie dokázala, že se u těchto plžů může larvální stádium vrátit.
Další důkaz přinesla studie zubaté žáby Gastrotheca guentheri. Žáby v průběhu evoluce ztratily zuby. Některé je mají na horní čelisti, avšak na dolní čelisti je má pouze žába druhu Gastrotheca guentheri. Uvedená studie dokázala, že této žábě se zuby do dolní čelisti vrátily po 200 milionech letech.
Dalším příkladem mohou být klokani.